# Fresne-le-Plan

Fresne-le-Plan este o comună în departamentul Seine-Maritime, Franța. În 1 ianuarie 2022 avea o populație de 547 de locuitori.